# Rhaconotus menippus
Rhaconotus menippus är en stekelart som beskrevs av Nixon 1939. Rhaconotus menippus ingår i släktet Rhaconotus och familjen bracksteklar. Utöver nominatformen finns också underarten R. m. africanus.